# Gefecht bei Airolo
Geltwil – Lunnern – Cormagnon und Bertigny – Airolo – Schüpfheim – Gisikon – Wollerau
Das Gefecht bei Airolo am 17. November 1847 war eine bewaffnete Auseinandersetzung der eidgenössischen Truppen und Einheiten des Sonderbundes während des Sonderbundskrieges 1847. Es war der einzige militärische Sieg des Sonderbunds in diesem Krieg, hatte jedoch keinen wesentlichen Einfluss auf den weiteren Kriegsverlauf. Das Gefecht führte letztlich zu einer Pattsituation an der Südfront; der sonderbündische taktische Sieg konnte nicht genutzt werden.

## Vorgeschichte
Bereits am 3. November, einen Tag vor dem offiziellen Exekutionsbeschluss der Tagsatzung, die Durchsetzung der im Juli entschiedenen Auflösung des Sonderbundes, unternahm eine Gruppe von 400 Mann der Urner Landwehr und eine Abteilung Artilleristen aus Luzern einen Vorstoss vom Urserental her auf den unverteidigten Gotthardpass, um diesen zu besetzen und ins Livinental einzumarschieren. Der eidgenössische General Henri Dufour lehnte eine Besetzung dieses auch symbolträchtigen Passes zuvor ab. Dieser vom Kriegsrat beschlossene Vorstoss als erste Kriegshandlung überhaupt, noch dazu von Seiten des Sonderbunds als Verteidigungsbündnis, war für dessen sieben Mitglieder jedenfalls strategisch sehr bedeutsam, da er die sichere und auch einzige Verbindung über den Furkapass in den geographisch isolierten Kanton Wallis – und letztlich auch die räumliche Nähe zur sonderbündischen Exklave, dem Kanton Freiburg – gewährleistete, und um umgekehrt den ebenfalls isolierten liberalen Kanton Tessin von eidgenössischen Territorium zu trennen. Ausserdem hätte ein Sieg im Tessin die Nachschubwege aus der unter österreichischer Herrschaft stehenden Lombardei für benötigte Verpflegung und Kriegsgerät geöffnet.
Diese erste Offensive wurde nach Anfangserfolgen bei Biasca jedoch gestoppt, als am 4. November ein Offizier und ein Soldat aus Uri von Tessiner Verteidigern getötet wurden. Diese beiden ersten Todesfälle im Sonderbundskrieg ereigneten sich also an dieser Front.

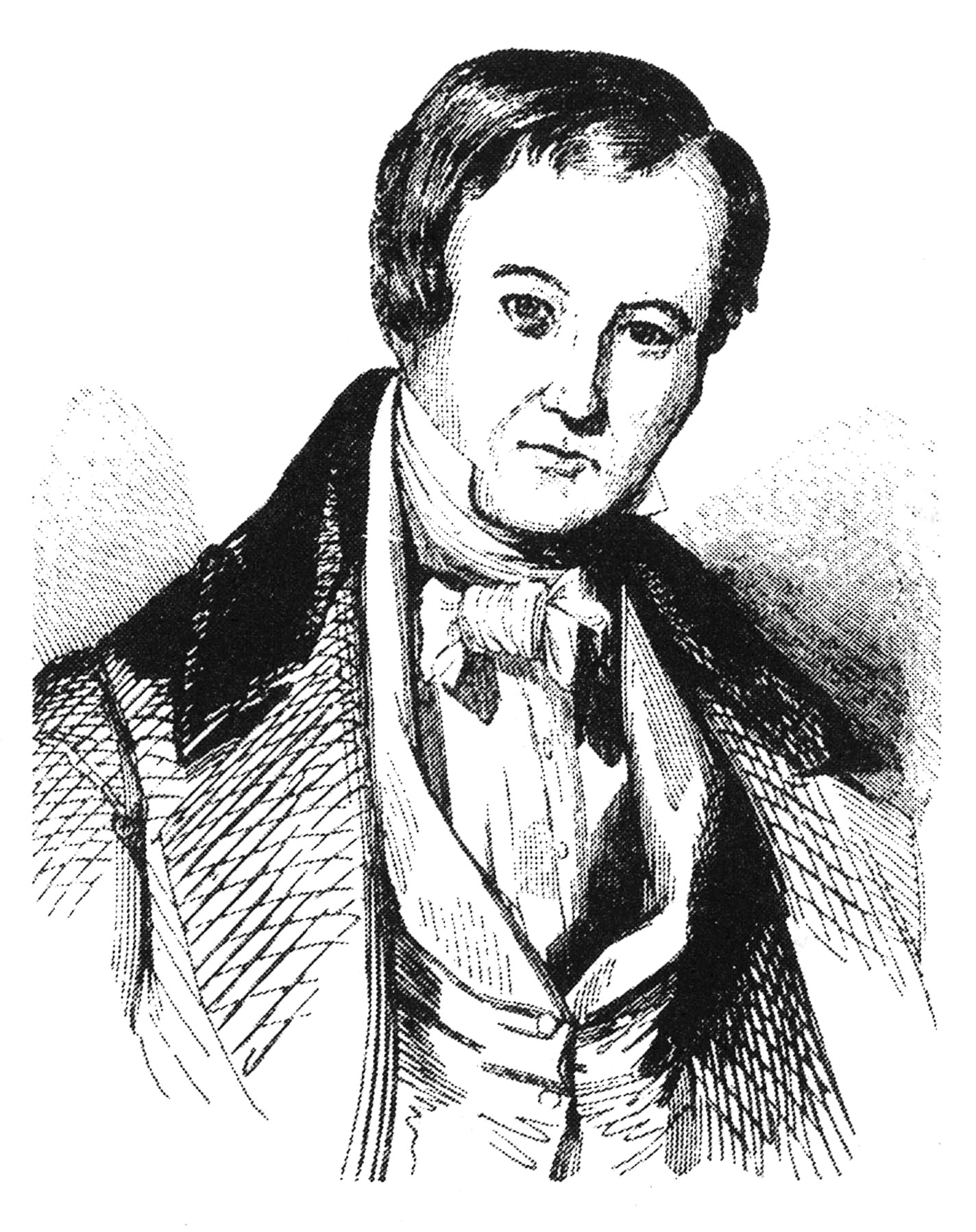
Constantin Siegwart-Müller, Stabschef des Kriegsrats des Sonderbunds

Dieser Vorfall schadete der Position des Sonderbunds als Verteidigungsbündnis im In- und Ausland nachhaltig, vor allem im Hinblick auf eine mögliche Intervention der (katholischen) Nachbarländer zugunsten des Sonderbunds, was in dieser Zeit durchaus im Bereich des Möglichen lag. Wohl aus diesem Grund sprach sich General Johann Ulrich von Salis-Soglio entgegen der Meinung des Kriegsrats unter Constantin Siegwart-Müller gegen diese Offensive und auch die beiden darauf folgenden aus. Gleichentags erfolgte schliesslich der eidgenössische Exekutionsbeschluss, der im Grunde genommen also die nicht offiziell so bezeichnete Kriegserklärung an den Sonderbund war und somit der Entscheid zum Bürgerkrieg.
Am 11. November verkündete die katholische Zeitung, dass österreichische Truppen auf dem Weg zur Tessiner Grenze seien. In der nachfolgenden Zeit wurden die Truppen am Gotthard im Glauben an diesen Umstand noch erheblich verstärkt, um einen weiteren Vorstoss in den Kanton Tessin durchführen zu können. Die Ziele des Sonderbunds waren im Grunde dieselben wie bei der am 12. November ersten grösseren sonderbündischen Offensivaktion ins aargauische Freiamt (→ Gefecht von Geltwil): einerseits, um einen politischen Umschwung in diesem ebenfalls katholischen Kanton herbeizuführen, besonders nachdem auf dem westlichen Kriegsschauplatz der sich in isolierter Lage befindliche Kanton Freiburg am 14. November unter dem Eindruck des aufmarschierenden übermächtigen staatlichen Heers kapituliert hatte, andererseits, um die zu erwartende Aktion gegen die sonderbündische Hochburg Luzern zu verhindern oder zumindest zu beeinträchtigen respektive zu verlangsamen, da die Strategie auf Zeitgewinn ausgelegt war; militärisch hauptsächlich aber vor allem, um die im Tessin stationierte eidgenössische 6. Division unter Oberst Giacomo Luvini von den im Kanton Graubünden stationierten Einheiten unter Eduard von Salis-Soglio zu trennen, welcher übrigens der Bruder des auf feindlicher Seite stehenden Oberbefehlshabers war.

## Verlauf
Die dritte und zudem auch letzte Offensive des Sonderbunds in diesem vergleichsweise unblutigen Krieg wurde am 17. November, zwei Wochen nach der ersten im Tessin, ausgelöst. Der Vormarsch der Urner, der in der Früh von Hospental aus in Gang gesetzt wurde, war in drei Kolonnen gegliedert:
- Das Zentrum unter Oberstleutnant Karl Emanuel Müller sollte direkt gegen Airolo marschieren.
- Der rechte Flügel unter Major Jauch und Alois Müller war gegen das Roncatal gerichtet.
- Der linke Flügel unter Oberstleutnant Vinzenz Müller und Hauptmann Huonder über die Sella nach Madrano.
- Zudem sollten die Walliser zur Sicherung eines Rückzugs das Bedrettotal besetzen.

Es kam zu kleinen Scharmützeln zwischen der Gotthardhöhe und Airolo, doch das eigentliche Gefecht ereignete sich zwischen Urnern und Tessinern im oberen Talboden um etwa 13 Uhr. Eine Vorhut der Sonderbundstruppen ging bei Nebel und Schneegestöber vor und überraschte, verstärkt durch das Versagen des feindseitigen Wachdienstes, eine mangelhaft ausgebildete und schlecht organisierte Tessiner Brigade beim Mittagessen, insgesamt 3000 Mann, die in Airolo ihr Lager hatten. Diese geriet durch den plötzlichen schnellen Angriff von allen Seiten nach kurzer Zeit in schwere Bedrängnis, da sie nicht genügend Zeit hatten, sich in Schlachtordnung aufzustellen; es musste also improvisiert verteidigt werden. Die Tessiner konnten in dem nun folgenden Kampf eine gewisse Zeit lang durch Gewehrfeuer standhalten, wurden jedoch von dem nun einsetzenden gegnerischen Artilleriefeuer teilweise zerstreut und zudem in Verwirrung gebracht. Als daraufhin ein Bajonettangriff der Urner unter Hauptmann Gysler mit lautem Angriffsgebrüll durchgeführt wurde, wandten sich die Tessiner Truppen zur Flucht und zogen sich talabwärts bis über Faido hinaus zurück. Die Tessiner Artillerie, die nur drei Schüsse abgeben konnte, konnte knapp gerettet werden. Die Offiziere versuchten ohne Erfolg die Fliehenden in der Stalvedro-Schlucht unterhalb des Dorfes zu sammeln. Einige Tessiner Scharfschützen wehrten sich dennoch bis in die Nacht hinein, zogen sich nach dem Tod eines Offiziers namens Anton Giovanni ebenfalls zurück. Da die Stellung für die Hauptmacht der Tessiner ungünstig und letztlich unhaltbar war, erfolgte der 14-stündige Rückzug bis zum nächsten Morgen zur Brücke über die Moesa über Arbedo nach Bellinzona.
Die Urner setzten zunächst nicht weiter nach – wofür sie später teilweise kritisiert wurden – und übernachteten im Raum Airolo; sie schoben ihre Truppen am nächsten Morgen mitsamt der Artillerie nach Faido vor. Die Tessiner postierten dagegen einen Vorposten von drei Kompanien Scharfschützen in der Nähe des Ortes, während die Hauptmacht den Brückenkopf an der Moesa sicherte. Der Kanton Tessin wurde am 18. November in Kriegszustand versetzt, zu weiteren Kampfhandlungen kam es jedoch nicht mehr. Die Urner drangen unbehelligt bis Biasca vor, wo sie auf die versprochenen Walliser Truppen wartete, welche für den geplanten Angriff auf Bellinzona notwendig gewesen wären.

## Folgen
Die obere Leventina und das Bedrettotal, das durch Truppen aus dem Wallis besetzt wurde, blieb die einzige territoriale Eroberung des Sonderbunds in diesem Krieg, die sie auch besetzt hielt, auch wenn die Besetzung letztendlich jedoch nur fünf Tage dauerte.
General Henri Dufour reagierte auf diese Aktion lediglich mit einer Verstärkung von einer Brigade, die aus zwei bei Uznach stehenden Reserve-Bataillonen formiert und via Chur und Misox nach Bellinzona verlegt wurde. Die Verstärkung erreichte den Kanton Tessin nicht mehr, die schnellsten Verbände erreichten Mesocco. Damit band die Aktion zwar 2000 Soldaten an der Südfront; dies reichte jedoch keineswegs aus, um Dufour von seinem bereits angelaufenen Plan abzubringen, nach der (beinahe) kampflosen Kapitulation von Freiburg gegen den sonderbündischen Vorort Luzern als Nächstes vorzugehen, um den Krieg aus seiner Sicht möglichst schnell und unblutig beenden zu können; zusätzlich vor allem aber auch, um der oben erwähnten zu befürchtenden Intervention des Auslandes zuvorzukommen.
Nachdem am 22. November die Urner und Walliser Truppen die für sie ungünstigen Nachrichten aus Luzern erreicht hatten, erhielt Emanuel Müller den Befehl, seine Truppen zurückzuziehen, um sie bei der Verteidigung von Luzern einzusetzen. Die Urner zogen sich mit ihrer Kriegsbeute und 17 Kriegsgefangenen, die anschliessend in Luzern interniert wurden, wieder zurück. Die Walliser zogen sich zum Unmut von Uri ebenfalls über den Nufenenpass in ihren Heimatkanton zurück.